# کوه مرده
کتاب کوهِ مُرده ترجمه رمان The Sleeping Mountain به قلم جان هریس نویسنده انگلیسی‌تبار است..
داستان کوه مرده برای اولین بار در سال ۱۹۵۸ در انگلستان به چاپ رسید و با توجه به جو سیاسی و اجتماعی برقرار در اروپا در همان سال‌ها بسیار مورد توجه عموم جامعه قرار گرفت، کوهِ مُرده داستانی تراژدی از آتشفشانی به نام آمارا است که در جزیره کوچکی در ایتالیا، در کنار ملودرامی عاشقانه و همزمان با وقوع انتخاباتی سیاسی در حال طغیان است.

## ترجمه به فارسی
ترجمه این کتاب توسط ارسطو خوش‌حساب و به زبان فارسی محاوره‌ای انجام شده‌است. کتاب مذکور یک بار با نام کوه خفته در سال ۱۳۶۸ هجری شمسی توسط مترجم کیوان خوش‌حساب به چاپ رسیده‌است و یک بار با عنوان آتشفشان خاموش توسط مترجم علی دانش در سال ۱۳۶۹ هجری شمسی که نسخ مذکور چاپ مجدد نشده و موجود نیستند.